# Кун, Рихард
Рихард Кун (нем. Richard Johann Kuhn; 3 декабря 1900, Вена — 31 июля 1967, Гейдельберг) — немецкий химик и биохимик.

## Биография
Учился (1919—1922) и работал в Мюнхене у Р. Вильштеттера. С 1926 года профессор в Высшей технической школе и директор Химического института в Цюрихе. С 1928 года профессор Гейдельбергского университета и руководитель химического отделения в институте медицинских исследований Общества Макса Планка.

## Основные работы
Установил строение и осуществил синтез многих природных веществ (в том числе около 300 растительных пигментов). Изучал связь химического строения ненасыщенных соединений с их физическими (оптическими, магнитными и диэлектрическими) свойствами.
В 1944 году синтезировал боевое отравляющее вещество зоман. «В 1942 г. также указывал на связь своих открытий и работ по антибиотикам с проблемой рака. Эти работы Куна известны во всем мире, а вот о его исследовании действия нервного газа, испытанного на заключенных концлагерей, практически невозможно узнать из литературы» — пишет Э. И. Колчинский. Изображён на почтовой марке Австрии 1992 года.

## Награды
- 1934 — Памятная медаль Адольфа фон Байера[нем.]
- 1937 — Медаль Котениуса
- 1938 — Нобелевская премия по химии за работы по каротиноидам и витаминам.
- 1942 — Премия Гёте
- 1952 — Медаль Вильгельма Экснера
- 1958 — Премия Пауля Эрлиха и Людвига Дармштадтера[нем.]
- 1962 — Премия столетия

## Память
22.01.2009 г. Международный астрономический союз присвоил имя Рихарда Куна кратеру на обратной стороне Луны. В его честь названа медаль Рихарда Куна.

## Сочинения
- в рус. пер.: Ферменты, М.— Л., 1932 (совм. с К Оппенгеймером)
- Вещества, стимулирующие оплодотворение и определяющие пол у растений и животных, «Успехи современной биологии», 1941, т. 14, в. 1.